# Eustachy Sapieha

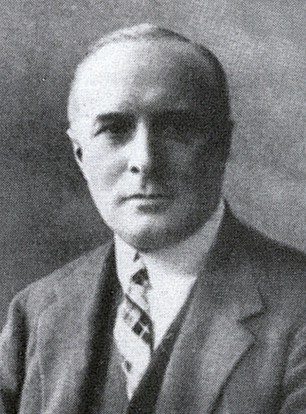
Eustachy Sapieha

Fürst Eustachy Kajetan Sapieha (* 2. August 1881 in Biłka Szlachecka bei Lemberg, Österreich-Ungarn; † 20. Februar 1963 in Nairobi) entstammte der alten polnischen Adelsfamilie Sapieha, war ein konservativer Politiker, polnischer Außenminister und Sejm-Abgeordneter.

## Leben und Werk
Eustachy Sapieha studierte zwischen 1900 und 1904 Forstwirtschaft in Zürich. Während des Ersten Weltkrieges arbeitete er eng mit Józef Piłsudski zusammen. Im November 1917 fuhr er als Abgesandter  des Regentschaftsrates in die Schweiz, wo er sich erfolglos um eine Annäherung an das Komitet Narodowy Polski, das Polnische Nationalkomitee bemühte.
Als Mitinitiator eines missglückten Putschversuchs am 4./5. Januar 1919, das die Jędrzej-Moraczewski-Regierung stürzen sollte, wurde Sapieha unter Hausarrest gestellt. Nach seiner Freilassung nahm er als einfacher Kavallerist am Polnisch-Sowjetischen Krieg teil.
Am 23. Juni 1920 wurde er Außenminister in der Władysław-Grabski-Regierung und anschließend in der Wincenty-Witos-Regierung. Am 20. Mai 1921 trat er von dieser Funktion unter Druck der Narodowa Demokracja (Nationale Demokratie) zurück.
1928–1929 war er Sejmabgeordneter des BBWR.
Am 22. September 1939, nach dem sowjetischen Überfall auf Polen, wurde er in seinem Gut bei Grodno verhaftet und nach Moskau verschleppt, wo er in der Lubjanka inhaftiert war und wegen sowjetfeindlichen Haltung zum Tode verurteilt wurde. Die Todesstrafe wurde anschließend in 10 Jahre Gulag-Haft  umgewandelt. 1941 wurde er nach dem Sikorski-Majski-Abkommen freigelassen und verließ die UdSSR. 1941 ließ er sich in Nairobi in der britischen Kronkolonie Kenia nieder, wo er 1963 verstarb.